# Theresa Poh Lin Chan
Chan Poh Lin (meglio conosciuta come Theresa Poh Lin Chan; Singapore, 9 luglio 1943 – Singapore, 6 giugno 2016) è stata una scrittrice e docente singaporiana.

## Biografia
Nata a Singapore, era conosciuta in gioventù come "la Helen Keller del sud-est asiatico", dal momento che, come la Keller, anche lei è stata una sordocieca che ha fatto carriera. La Chan era sorda dall'età di 12 anni, e cieca da quando ne aveva 14.
Poh Lin Chan studiò alla Perkins School for the Blind, negli Stati Uniti, dove imparò a comprendere e parlare l'inglese e a leggere il Braille, oltre che a danzare, pattinare su ghiaccio, lavorare a maglia e andare a cavallo. Durante il suo soggiorno negli Stati Uniti, partecipò al funerale di Helen Keller.
Nel 1964 le fu dedicato il documentario radiofonico della BBC, "Child of the Silent Night: The story of Chan Poh Lin", di Stephen Grenfell. Ha anche interpretato se stessa in Be with Me (2005), un film singaporiano in tre parti per il quale la Chan è anche accreditata come sceneggiatrice, tenuto conto del fatto che la sua autobiografia ha ispirato il film.